# ديفيد بروس (لاعب الجسر)
ديفيد بروس (بالإنجليزية: David Bruce)‏ هو لاعب الجسر ‏ أمريكي، ولد في 5 مايو 1900، وتوفي في 26 أغسطس 1965.